# Ubisoft Quebec
Ubisoft Quebec is een Canadees computerspelbedrijf gevestigd in Quebec. Het bedrijf werd in 2005 opgericht door Ubisoft en fungeert hedendaags nog steeds als een dochteronderneming van Ubisoft.

## Ontwikkelde spellen
| Release | Titel                                   | Platform                                                  |
| ------- | --------------------------------------- | --------------------------------------------------------- |
| 2006    | Tom Clancy's Rainbow Six: Critical Hour | Xbox                                                      |
| 2006    | Open Season                             | Wii, Xbox 360, PlayStation Portable, Nintendo DS          |
| 2007    | Tom Clancy's Rainbow Six: Vegas         | PlayStation Portable                                      |
| 2007    | TMNT                                    | Wii, Xbox 360, PlayStation Portable, Nintendo DS          |
| 2007    | Cranium: Kabookii                       | Wii                                                       |
| 2007    | Surf's Up                               | PlayStation Portable, Game Boy Advance, Nintendo DS       |
| 2008    | Combat of Giants: Dinosaurs             | Nintendo DS                                               |
| 2008    | My Stop Smoking Coach with Allen Carr   | Nintendo DS                                               |
| 2009    | Combat of Giants: Dragons               | Nintendo DS                                               |
| 2010    | Combat of Giants: Mutant Insects        | Nintendo DS                                               |
| 2010    | Combat of Giants: Dinosaur Strike       | Nintendo Wii                                              |
| 2010    | Prince of Persia: The Forgotten Sands   | Wii, PlayStation Portable                                 |
| 2010    | Assassin's Creed: Brotherhood           | PlayStation 3, Xbox 360, Microsoft Windows                |
| 2011    | Combat of Giants: Dinosaurs 3D          | Nintendo 3DS                                              |
| 2011    | Assassin's Creed: Revelations           | PlayStation 3, Xbox 360, Microsoft Windows                |
| 2011    | PowerUp Heroes                          | Xbox 360                                                  |
| 2011    | The Black Eyed Peas Experience          | Wii                                                       |
| 2012    | Assassin's Creed III                    | Wii U                                                     |
| 2012    | Marvel Avengers: Battle for Earth       | Wii U, Xbox 360                                           |
| 2012    | Might & Magic: Duel of Champions        | iOS (iPad), Microsoft Windows                             |
| 2013    | Assassin's Creed IV: Black Flag         | Wii U                                                     |
| 2014    | Watch Dogs                              | PlayStation 3, PlayStation 4, Windows, Xbox 360, Xbox One |
| 2014    | Assassin's Creed Unity                  | PlayStation 4, Windows, Xbox One                          |
| 2014    | Assassin's Creed Rogue                  | PlayStation 3, Windows, Xbox 360                          |
| 2015    | Assassin's Creed Syndicate              | PlayStation 4, Windows, Xbox One                          |
| 2017    | South Park: The Fractured but Whole     | PlayStation 4, Windows, Xbox One                          |
| 2017    | For Honor                               | PlayStation 4, Windows, Xbox One                          |
| 2017    | Assassin's Creed Origins                | PlayStation 4, Windows, Xbox One                          |
| 2018    | Assassin's Creed Odyssey                | PlayStation 4, Windows, Xbox One                          |